# Río Rosario (Salta)
El río Rosario es un curso fluvial situado en la provincia de Salta, en el noroeste de la Argentina. Forma parte de la cuenca del Plata.
Está ubicado en el centro-norte del Valle de Lerma, la región más densamente poblada de esa provincia. Su cuenca coincide casi exactamente con el departamento Rosario de Lerma. Como todos los ríos de la región, conduce mucha más agua durante la temporada estival que durante la invernal, ya que el clima monzónico produce lluvias casi exclusivamente en los meses cálidos.

## Río Toro
El curso superior de este río lleva el nombre de Río Toro, y se forma por la unión de los arroyos del Potrero, Tres Cruces, Punta Ciénaga y Minas, de los cuales el primero nace en las faldas del Nevado de Chañi, de casi 6000 m s. n. m. Corre por estrecho valle en dirección sur hasta unirse con la Quebrada de Tastil. A partir de ese momento recorre en dirección sudeste la Quebrada del Toro, tramo conocido por ser el escenario de un tramo del Tren a las Nubes.
El tramo es de fuerte pendiente, cauce rocoso y rodeado de un escenario montañoso parcialmente cubierto de vegetación esteparia de altura. La zona ha sido escenario de una población precolombina de alta densidad de población: se ha estimado la población de la ciudad de Tastil en 2000 habitantes, lo que la convierte en la ciudad precolombina más grande en territorio actualmente argentino.

## Curso inferior
A partir del final de la Quebrada del Toro, cuando la pendiente se vuelve más suave, es conocido como río Rosario. Al asomarse al valle de Lerma pasa al sur de la ciudad de Campo Quijano, y discurriendo en dirección sudeste pasa entre las ciudades de Rosario de Lerma y El Carril antes de unirse al río Arenales.
El río atraviesa un breve tramo cubierto de selvas antes de internarse en una zona fuertemente afectada por la agricultura, en la que predominan el cultivo del maíz, soja, tabaco y frutales.
Su caudal es medido sistemáticamente aguas arriba de Campo Quijano y en el dique compensador sobre el río Blanco. De la suma de ambos surge un caudal promedio anual de 11,7 m³/s, con un máximo promedio de 31,7 m³/s para el mes de febrero y un mínimo promedio de 4 m³/s para el mes de octubre, y con un máximos históricos medido de 342 m³/s. No obstante, probablemente estos caudales sean muy superiores en los tramos finales del río.
A lo largo de este tramo el río adopta la forma de un cauce muy ancho cubierto de arenas y cantos rodados, llegando en algunos puntos a 1000 m de ancho. La abundancia de cantos rodados ha hecho que el cauce de este río sea intensamente aprovechado para la extracción de áridos, lo cual ha modificado el paisaje y aumenta los riesgos de inundaciones por los desordenados desvíos del curso fluvial.
A partir de la confluencia con el río Arenales, surge un río de unos 10 km de largo que discurre en dirección sur hasta alcanzar el embalse de Cabra Corral. La nomenclatura depende de las fuentes: algunas lo llaman río Rosario, otras río Arenales, y finalmente otras lo llaman río Arias.